# Морская навигация

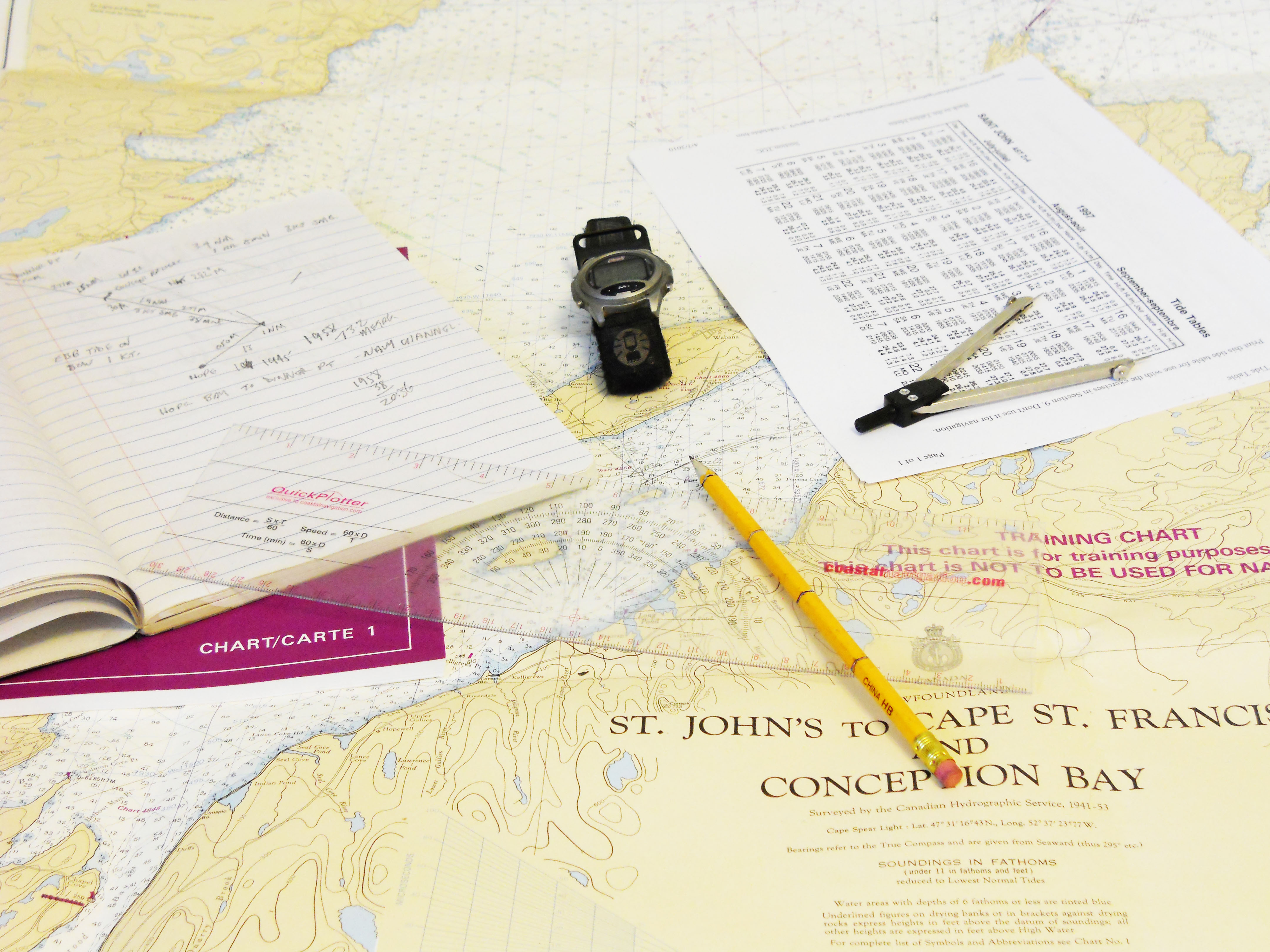
Основные навигационные приборы для расчёта курса

Морска́я навига́ция — раздел навигации, изучающий судовождение, разрабатывающий теоретические обоснования и практические приёмы вождения судов. Долгое время вождение кораблей обозначалось термином «навигация» без уточнения (лат. nāvigātiō, от navigare — «плыть на корабле», от navis — «корабль»), но, в связи с развитием техники и появления дисциплин, изучающих маршруты объектов в воздушном и космическом пространстве, а также многих подразделов навигации, основанных на различных принципах определения местоположения в пространстве, навигация разделилась на множество подразделов, а морская навигация стала лишь одним из них. Также, в судоходстве до словосочетания морская навигация сокращают период года с условиями, в которых возможна морская навигация.

## История морской навигации
Морская навигация зародилась в глубокой древности. К первым мореплавателям относят египтян (судоходство в Древнем Египте) и финикийцев, однако и другие народы того времени имели навыки путешествий по морю.
Основы морской навигации, в современном понимании, были созданы при начале использования магнитной стрелки компаса для определения курса судна. Первые упоминания об этом традиционно относятся к XI веку. Важным этапом развития навигации стало начало составления карт в прямой равноугольной цилиндрической проекции (Г. Меркатор, 1569), в более ранние времена в картографии не было единого стандарта. Большим шагом вперёд послужило изобретение в XIX веке механического лага — прибора, измеряющего скорость судна.
В конце XIX — начале XX веков успехи в развитии физики и исследовании электричества послужили основой создания электронавигационных и радиотехнических приборов судовождения.
В России первое учебное пособие по морской навигации было написано в 1703 году Л. Ф. Магницким, преподавателем «Школы математических и навигацких наук», основанной Петром I двумя годами ранее. Большой вклад в разработку морской навигации внесли и другие русские мореплаватели и учёные: С. И. Мордвинов, Л. Эйлер, М. В. Ломоносов и другие.
Кругосветные плавания и географические научные экспедиции способствовали дальнейшему развитию науки судовождения. Новый этап в развитии навигации и штурманского дела открыло изобретение радио.

## Фотогалерея

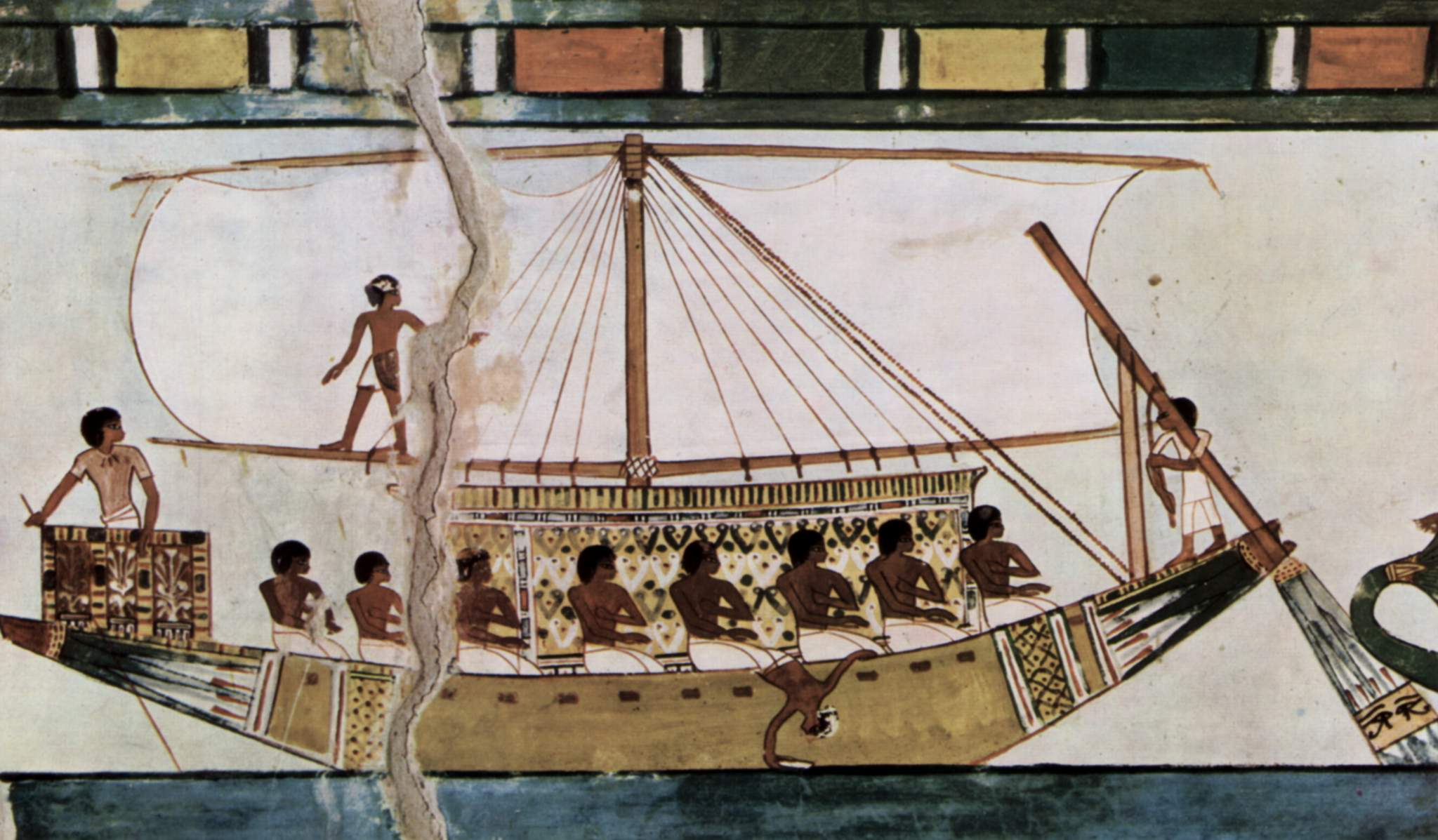
Рисунок из гробницы TT69[англ.] древнеегипетского писца Менны[англ.], XVIII династия (ок. 1422—1411 годы до н. э.)
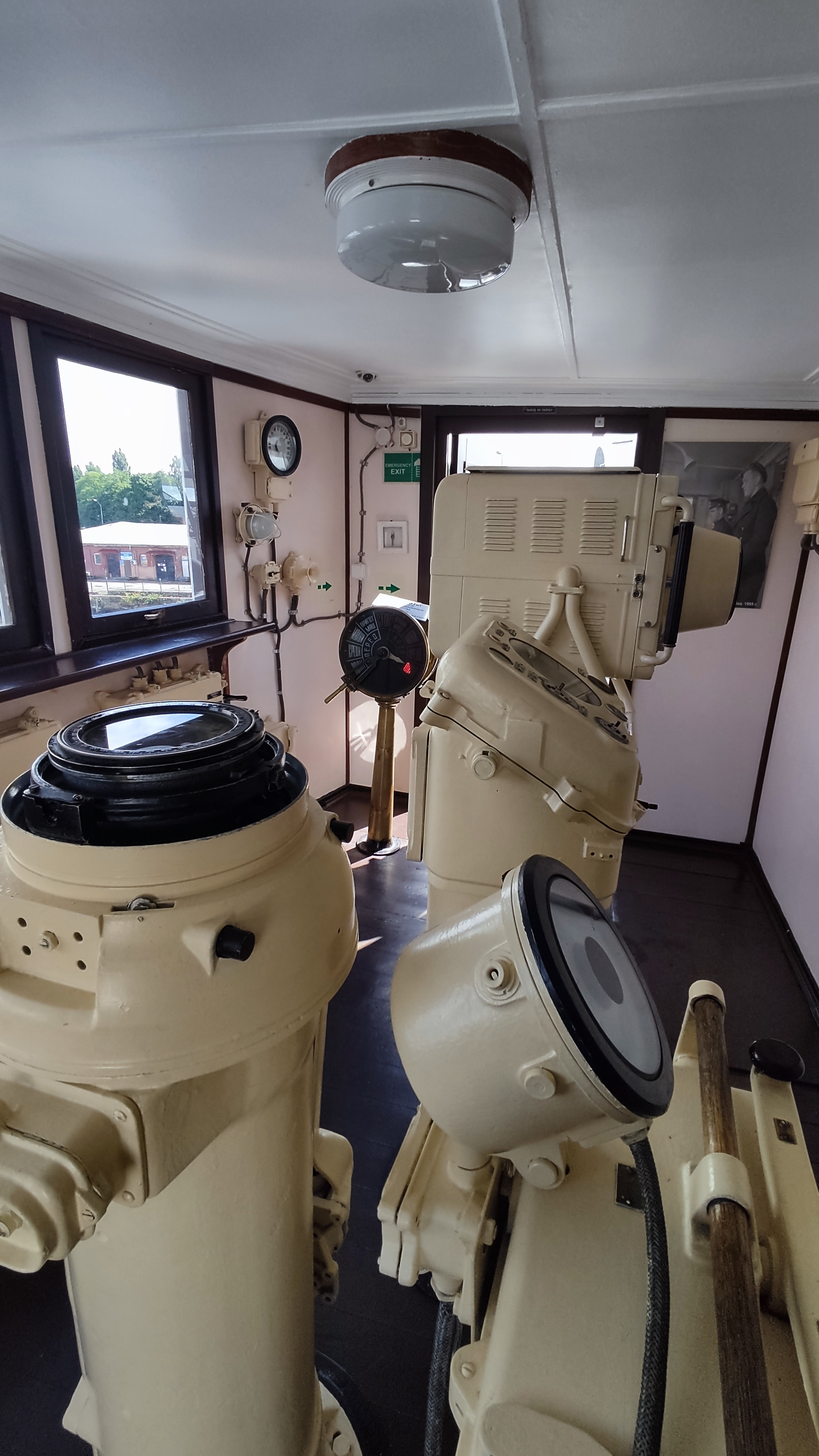
Навигационные приборы на судне Витязь